# Mesochria medicorum
Mesochria medicorum är en tvåvingeart som beskrevs av Edwards 1928. Mesochria medicorum ingår i släktet Mesochria och familjen fönstermyggor. Inga underarter finns listade i Catalogue of Life.